# Colbert Martins
Colbert Martins da Silva Filho (Feira de Santana, 2 de outubro de 1952) é um médico e político brasileiro, Foi Deputado Estadual e Federal pela Bahia, Vice-prefeito e Prefeito de Feira de Santana, atualmente está Sem partido

## Biografia
Filho de Colbert Martins da Silva e Elisabeth Gomes Martins, formou-se no ano de 1978 em Medicina pela Faculdade de Medicina da Universidade Federal da Bahia, UFBA, sediada em Salvador. É casado e tem dois filhos. 
Em 2011 foi preso pela Polícia Federal (PF) em uma operação para desarticular um esquema ilegal de desvios de recursos de convênios do Ministério do Turismo.A ação, batizada de Voucher foi chefiada pela Superintendência da PF do Amapá, prendendo 38 pessoas, incluindo o então o secretário nacional de Programas de Desenvolvimento do Turismo, Colbert Martins da Silva Filho, e um ex-presidente do Instituto Brasileiro de Turismo (Embratur). 
Também foram presos empresários, diretores e funcionários do Instituto Brasileiro de Desenvolvimento de Infraestrutura Sustentável
Em 2017 foi citado por delatores da Odebrecht. Os delatores revelaram que os repasses teriam sido efetuados por intermédio de doações não oficiais e oficiais, respectivamente nos anos de 2010 e 2014.
Em Feira de Santana, foi chefe de Medicina Social do Instituto Nacional de Assistência Médica e Previdência Social - INAMPS, 1985-1987, diretor regional de Saúde da Diretoria Regional de Saúde - DIRES, 1987-1989, subsecretário de Saúde da SESAB, 1989; professor de Epidemiologia da Universidade Estadual de Feira de Santana, UEFS, desde 1989. Em Salvador, foi diretor do Sindicato dos Médicos do Estado da Bahia, 1990-1992 e vice-presidente da Associação Baiana de Medicina, ABM, 1995-1997. Nomeado secretário Nacional de Programas de Desenvolvimento do Turismo do Ministério do Turismo, 09/03/2011.
Foi candidato a prefeito de Feira de Santana em 2000, 2004 e 2008, entretanto não foi eleito, tendo ficado em segundo lugar em todas as ocasiões.
Foi o criador do projeto para a criação da Região Metropolitana de Feira de Santana, que foi sancionada pelo governador Jaques Wagner em 6 de julho de 2011 pela Lei Complementar nº 35, e entrou em vigor a partir do dia 7 de julho de 2011, dia em que o decreto foi publicado no Diário Oficial.
Em 2 de outubro de 2016 foi eleito vice-prefeito de Feira de Santana na chapa liderada por José Ronaldo (DEM), com 71,12% dos votos válidos, para o período de 1º de janeiro de 2017 a 31 de dezembro de 2020.
De 1º de janeiro de 2017 a 6 de abril de 2018 exerceu o cargo de vice-prefeito de Feira de Santana.
Em 7 de abril de 2018, após a renúncia do titular José Ronaldo pra concorrer ao Governo do Estado da Bahia em outubro, assumiu a prefeitura de Feira de Santana até o final do mandato de seu antecessor.

## Cargos eletivos
| Início | Término  | Cargo                             | Partido |
| ------ | -------- | --------------------------------- | ------- |
| 1991   | 1995     | Deputado estadual pela Bahia      | PMDB    |
| 1997   | 1999     | Deputado federal pela Bahia       | PMDB    |
| 2003   | 2007     | Deputado federal pela Bahia       | PPS     |
| 2007   | 2011     | Deputado federal pela Bahia       | PPS     |
| 2011   | 2011     | Secretário Nacional de Turismo    |         |
| 2015   | 2019     | Suplente de Deputado federal      | PMDB    |
| 2017   | 2018     | Vice-prefeito de Feira de Santana | PMDB    |
| 2018   | 2020     | Prefeito de Feira de Santana      | PMDB    |
| 2021   | Em curso | Prefeito de Feira de Santana      | MDB     |